# Lugar histórico nacional Caleta Falsa
El lugar histórico nacional Caleta Falsa en un sitio ubicado en Tierra del Fuego, Argentina. Declarado lugar histórico mediante el decreto nacional n.º 64, artículo 7, en 1999.
Se encuentra entre caleta Policarpo y cabo San Vicente, al pie del monte Bilbao, en el extremo oriental de la península Mitre. 
El 10 de enero de 1765 se estableció en caleta Falsa el primer asentamiento fueguino, denominado Puerto Consolación, debido al naufragio del buque La Purísima Concepción. El lugar estuvo habitado durante tres meses por los 193 náufragos quienes se relacionaron con los aborígenes haush y selknam. En ese sitio armaron un astillero desde donde se botó la primera embarcación fueguina, bautizada Nuestra Real Capitana San José y Las Animas, en la que pudieron regresar a Buenos Aires. También fue el lugar donde se celebró la primera misa el 20 de enero de ese año. 
A principios del siglo XX Francisco Bilbao fundó la estancia Policarpo en el extremo norte de la caleta, instalaciones que en 1961 dejaron de funcionar.